# Big and Ugly Rendering Project

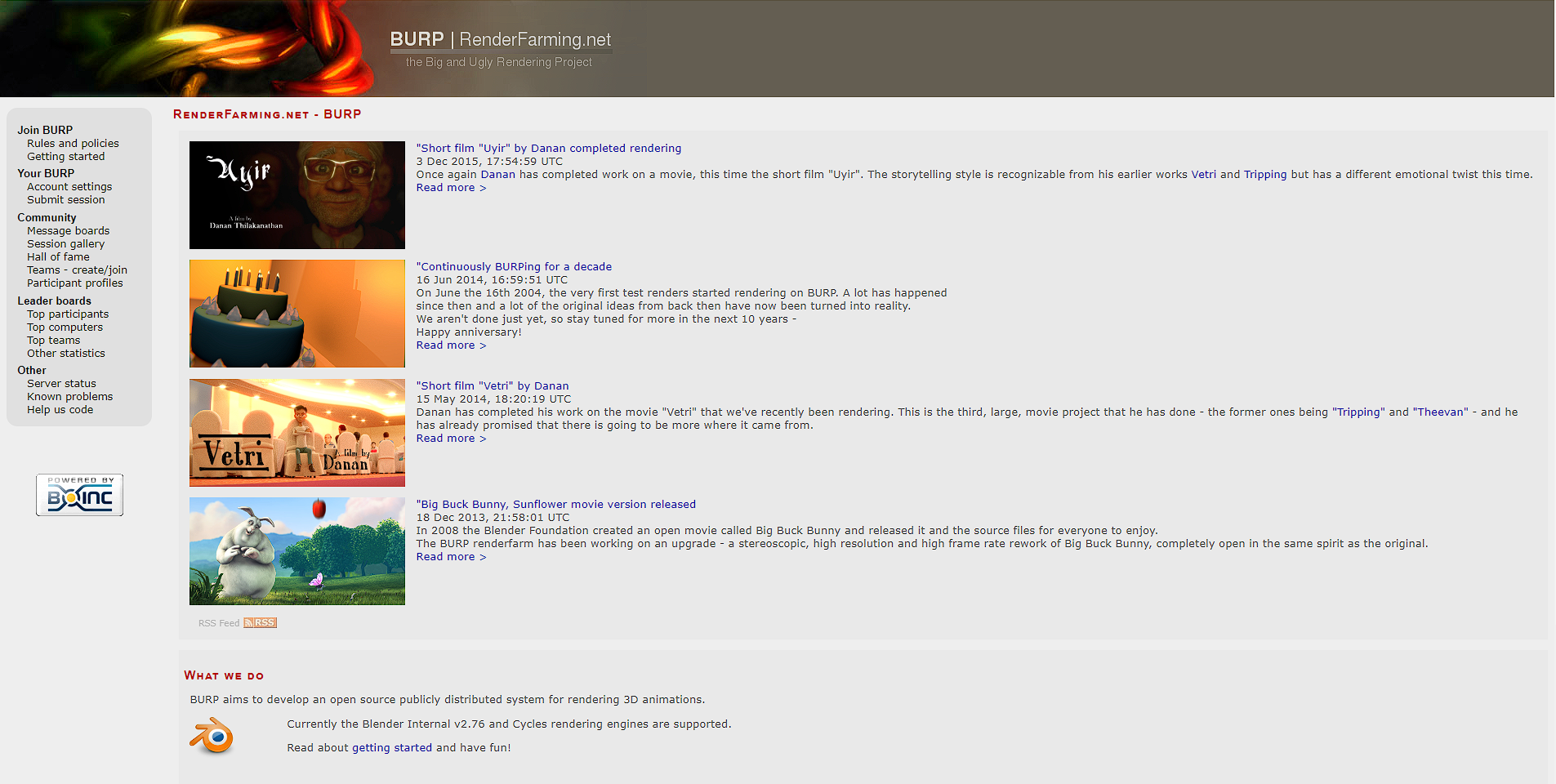

Big and Ugly Rendering Project(빅 앤드 어글리 렌더링 프로젝트, BURP)는 BOINC의 분산 컴퓨팅 기술을 활용하여 3D 그래픽을 렌더링하는 비영리 프로젝트이다.
또한 BURP 프로젝트를 위해 개발된 GNU 일반 공중 허가서 버전 3을 준수하는 소프트웨어를 의미하기도 한다.
BURP 프로젝트는 현재 베타 프로젝트 상태이며 BOINC의 다른 프로젝트들과 달리 항상 작업이 존재하는 것이 아니라 렌더링 할 대상이 있을 때문 작업이 생성되므로 BOINC 프로젝트 수행시 메인으로 하기 보다는 보조로서 수행하는 것이 낫다.

## 개념
BURP는 기본적으로 렌더팜의 개념을 전 세계적인 분산컴퓨팅 환경으로 확대한 것이다. 전 세계에 일을 처리하고 있지 않은 수많은 컴퓨터들을 활용하여 시간이 오래 걸리는 3D 렌더링 작업을 잘게 쪼개서 분산시켜서 처리함으로써 한대의 PC로는 오랜 기간이 걸릴 일을 며칠 안에 해결할 수 있도록 한다. 또한 그 결과물을 웹에서 조회할 수 있게 함으로써 사용자들이 자신이 한 기여 내역을 확인할 수 있도록 한다.

## 역사
BURP 프로젝트는 초기 덴마크 국적의 Janus Kristensen에 의해 시작되었으며 프로젝트 홈페이지는 2004년 6월 17일부터 운영되었다. 그 당시에는 Yafray라는 렌더링 소프트웨어를 사용하고 있었으며 홈페이지도 간단하였다. 그해 8월 더 성능이 뛰어나고 파일 포맷이 작은 Blender라는 소프트웨어를 이용하게 되었다.
9월까지 테스트를 수행한 결과 3D 애니메이션의 분산 렌더링이 가능할 뿐만 아니라 어떤 경우에는 상용 렌더팜의 성능과도 견줄 수 있다는 것을 확인하고 그 해는 웹사이트 및 말단 프로그램의 정비를 수행하였다.
2005년 5월까지 윈도우와 리눅스 플랫폼용 클라이언트 프로그램에 대한 코드를 정비하고 테스트를 수행하여 성능을 개선하였다.
2010년 5월 프로젝트는 알파 프로젝트에서 베타 프로젝트 상태로 옮겨갔으며 크리에이티브 커먼스에 기반한 새로운 라이선스 정책을 추가하였다.

## 같이 보기
- BOINC
- 렌더팜